# 準耐火建築物
準耐火建築物（じゅんたいかけんちくぶつ）とは、建築基準法における建築物の概念である。
通常の火災時の火熱に対し、主要構造部が非損傷性と延焼防止の性能をもつ建築物で、法第2条第1項第九の三号に適合し、延焼のおそれのある部分に防火設備が設けられている建築物を指す。
上位概念として耐火建築物がある。耐火建築物は全ての準耐火建築物の性能を包含し、準耐火建築物であることを求められる場合、耐火建築物であれば性能を満たす。

## 構造
建築基準法第2条第1項第九号の三号
準耐火建築物　耐火建築物以外の建築物で、イ又はロのいずれかに該当し、外壁の開口部で延焼のおそれのある部分に前号ロに規定する防火設備を有するものをいう。
- イ　主要構造部を準耐火構造としたもの
- ロ　イに掲げる建築物以外の建築物であつて、イに掲げるものと同等の準耐火性能を有するものとして主要構造部の防火の措置その他の事項について政令で定める技術的基準に適合するもの

### 解説
主要構造部が、少なくとも建築物の利用者が避難を完了するまで構造性能を発揮することが、準耐火建築物における主要構造部の要件である。ただし、構造上の性能については、自重及び積雪荷重に耐えることのみを求めており、地震荷重に耐えることは求めていない。これは、火災の最中であり、かつ、内部に人がいる時に、同時に大地震に見舞われる確率が極度に低いためであり、少なくとも法令の中では、そうした遭遇確率の極度に低い災害への対応を求めない、という解釈である（この問題が、地震により発生する火災とは全く異なるものであることに留意すること）。
準耐火建築物に近接する建築物がある場合、その建築物に面する部分（建築基準法第2条第6号に定められている「延焼のおそれのある部分」）にも延焼防止措置が施される。

## 種類
準耐火建築物は大きく以下の2種類であり、それぞれ法文の記載順により、「イ準耐」「ロ準耐」と呼称される。また、ロ準耐については、構造や性能ごとにさらに細かく「ロ-1準耐」「ロ-2準耐」と分類されることもある。
・法第2条第1項第九の三号（イ）に定める準耐火建築物（イ準耐）
・法第2条第1項第九の三号（ロ）に定める準耐火建築物（ロ準耐、またはロ-1準耐・ロ-2準耐）
ロ準耐のうち、ロ-1準耐は、外壁をRC造やブロック塀、耐火被覆をした木構造などとし、内部の柱、はり等を木造とした建築物で、外部から延焼を防ぐとともに、内部火災によっても外壁が倒壊せずに燃え残るような建築物を想定している。ロ-2準耐は、全ての主要構造部を不燃とした建築物（鉄骨造、RC造など）を想定している。

## 準耐火建築物としなければならない建築物
建築基準法における『法第21条（規模による要求）』、『法第27条（用途による要求）』、『法第61条（地域による要求）』に合致するようにした上で、各地域の条例にも適合させる必要がある。
敷地が防火地域や準防火地域である場合は、用途以外にも規模によって準耐火建築物であることを要求される。防火地域の場合、法令上、全ての建築物に対して耐火建築物か準耐火建築物であることを求め、例外として小規模のものを規定から外す形式である。準防火地域についても、一定以上の規模階数のものは、同様に「原則として耐火ないし準耐火建築物」としている。
それ以外の地域の場合、耐火建築物の要求は特定の用途や規模の建築物に限られる。